# Francesca Cabrisses Vilàs
Francesca Cabrisses Vilàs   (Barcelona, 3 de gener de 1924 - Vilanova i la Geltrú, 11 de febrer de 2007) fou una mestra catalana, fundadora de l'Escola Llebetx de Vilanova i la Geltrú.
Nascuda al barri de Vallcarca de Barcelona, durant la Guerra Civil va estudiar el batxillerat, alhora que treballava de mestra a l'escola on havia estudiat. Després de la guerra va fer la carrera de mestra a l'Escola Normal de Barcelona i la de Filosofia i Lletres a la Universitat de Barcelona.
El 1945 es casà amb el vilanoví Josep Maria Ràfols Vidal i es traslladà a viure a Vilanova i la Geltrú. En aquesta vila participà activament en els moviments cristians locals i portà a terme una àmplia activitat d'ajuda social i humanitària.
El 1965 protagonitzà, junt a cinc dones més, la protesta cívica coneguda com "la manifestació de les galledes", convocada per reclamar a les autoritats locals una solució a la manca d'aigua que patia Vilanova. Fou detinguda i condemnada a pagar una multa de 5.000 pessetes per aquests fets.
El 1968, en quedar vídua, motivada pel moviment de renovació pedagògica i per la vocació educativa, fundà l'Escola Llebetx a casa seva. En créixer l'escola, adaptà la casa familiar a aquesta finalitat, fins que el 1975 es traslladà a Can Pahissa. El 1982 l'escola, constituïda com una cooperativa de pares, es traslladà a una nou edifici situat al sector de Sant Gervasi de Vilanova.
En jubilar-se va promoure l'Aula d'Extensió Universitària per a la Gent Gran de la comarca del Garraf i fou presidenta de l'entitat que agrupa totes les aules d'aquest moviment a Catalunya.
Un dels seus fills és el periodista Josep Maria Ràfols Cabrisses.